# Cothornobata nigrigenu
Cothornobata nigrigenu är en tvåvingeart som först beskrevs av Günther Enderlein 1922.  Cothornobata nigrigenu ingår i släktet Cothornobata och familjen skridflugor. Inga underarter finns listade i Catalogue of Life.